# 喜久井町
喜久井町（きくいちょう）は、東京都新宿区の町名。「丁目」の設定のない単独町名である。住居表示未実施。

## 地理
新宿区の北部に位置する。北部は早稲田町・馬場下町に接する。北東部は早稲田南町に接する。東部は弁天町に接する。南東部は原町に接する。南部は若松町に接する。西部は戸山一丁目に接する（地名はいずれも新宿区）。北部では早稲田通りが至近にある。また町域内を夏目坂通りが通っている。夏目坂通り沿いには寺院も見られるが、町域内の多くは住宅地となっている。

### 地価
住宅地の地価は、2025年（令和7年）1月1日の公示地価によれば、喜久井町34番58の地点で86万5000円/m2となっている。

## 歴史

### 地名の由来
地名は、当地の江戸時代から続いた町方名主・夏目家の家紋「井桁に菊」にちなみ、文豪夏目漱石の父の夏目直克が命名した（漱石も喜久井町の生まれ、出生時の地名は牛込馬場下横町）。漱石は随筆『硝子戸の中』（1915年）の第23章で次のように述べている。
今私の住んでゐる近所に喜久井町といふ町がある。これは私の生れた所だから、ほかの人よりもよく知つてゐる。（中略）この町は江戸と云つた昔には、多分存在してゐなかつたものらしい。江戸が東京に改まつた時か、それともずつと後になつてからか、年代はたしかに分らないが、何でも私の父が拵えたものに相違ないのである。私の家の定紋が井桁に菊なので、それにちなんだ菊に井戸を使つて、喜久井町としたといふ話は、父自身の口から聴いたのか、または他のものから教はつたのか、何しろ今でもまだ私の耳に残つてゐる。父は名主がなくなつてから、一時区長といふ役を勤めてゐたので、あるいはそんな自由も利いたかも知れないが、それを誇にした彼の虚栄心を、今になつて考へて見ると、厭な心持は疾くに消え去つて、ただ微笑したくなるだけである。

## 世帯数と人口
2025年（令和7年）3月1日現在（新宿区発表）の世帯数と人口は以下の通りである。
- 世帯数 : 1,176世帯
- 人口 : 1,926人

### 人口の変遷
国勢調査による人口の推移。
| 年                 | 人口  |
| ------------------ | ----- |
| 1995年（平成7年）  | 1,765 |
| 2000年（平成12年） | 1,831 |
| 2005年（平成17年） | 1,740 |
| 2010年（平成22年） | 1,833 |
| 2015年（平成27年） | 1,953 |
| 2020年（令和2年）  | 2,079 |

### 世帯数の変遷
国勢調査による世帯数の推移。
| 年                 | 世帯数 |
| ------------------ | ------ |
| 1995年（平成7年）  | 894    |
| 2000年（平成12年） | 1,011  |
| 2005年（平成17年） | 958    |
| 2010年（平成22年） | 1,067  |
| 2015年（平成27年） | 1,124  |
| 2020年（令和2年）  | 1,255  |

## 学区
区立小・中学校に通う場合、学区は以下の通りとなる（2018年8月時点）。
- 区域 : 全域
  - 小学校 : 新宿区立早稲田小学校
  - 中学校 : 新宿区立牛込第二中学校

## 事業所
2021年（令和3年）現在の経済センサス調査による事業所数と従業員数は以下の通りである。
- 事業所数 : 69事業所
- 従業員数 : 411人

### 事業者数の変遷
経済センサスによる事業所数の推移。
| 年                 | 事業者数 |
| ------------------ | -------- |
| 2016年（平成28年） | 81       |
| 2021年（令和3年）  | 69       |

### 従業員数の変遷
経済センサスによる従業員数の推移。
| 年                 | 従業員数 |
| ------------------ | -------- |
| 2016年（平成28年） | 460      |
| 2021年（令和3年）  | 411      |

## 施設
- 早稲田大学喜久井町キャンパス
- 感通寺
- 来迎寺
- 本松寺
- 妙泉寺
- 夏目漱石生誕之地碑

### かつて存在した施設
- 東京建築専門学校

## その他

### 日本郵便
- 郵便番号 : 162-0044[3]（集配局 : 牛込郵便局[16]）。